# Erlen (Turgòvia)
Erlen és un municipi del cantó de Turgòvia (Suïssa), situat al districte de Bischofszell.